# ليز غودوين
ليز غودوين (بالإنجليزية: Liz Goodwin)‏ هي مسيرة أعمال بريطانية، ولدت في 6 يونيو 1961.